# رامیل مالوبی
رامیل مالوبی (به انگلیسی: Ramiele Malubay) با نام کامل رامیل ماکروهون مالوبی (به انگلیسی: Ramiele Macrohon Malubay) (زاده ۶ سپتامبر ۱۹۸۷) خواننده فیلیپینی-آمریکایی است.